# Misury
Misury (biał. Місуры, Misury; ros. Миссури, Missuri) – wieś na Białorusi, w obwodzie grodzieńskim, w rejonie lidzkim, w sielsowiecie Trzeciakowce, nad Gawią.

## Historia
W XIX i w początkach XX w. położone były w Rosji, w guberni wileńskiej, w powiecie lidzkim, w gminie Dokudowo.
W dwudziestoleciu międzywojennym leżały w Polsce, w województwie nowogródzkim, w powiecie lidzkim, w gminie Dokudowo. W 1921 miejscowość liczyła 67 mieszkańców, zamieszkałych w 11 budynkach, wyłącznie Białorusinów. 46 mieszkańców było wyznania prawosławnego i 21 rzymskokatolickiego.
Po II wojnie światowej w granicach Związku Sowieckiego. Od 1991 w niepodległej Białorusi.